# Andreas Schjelderup
Andreas Schjelderup (Bodø, 2004. június 1. –) norvég válogatott labdarúgó, a portugál Benfica csatára.

## Pályafutása

### Klubcsapatokban
Schjelderup a norvégiai Bodø városában született. Az ifjúsági pályafutását a helyi Bodø/Glimt csapatában kezdte, majd a Nordsjælland akadémiájánál folytatta.
2021-ben mutatkozott be a Nordsjælland első osztályban szereplő felnőtt keretében. Először a 2021. február 4-én, a Brøndby ellen 1–0-ra elvesztett mérkőzésen lépett pályára. Első gólját 2021. március 12-én, a Lyngby ellen idegenben 3–0-ás győzelemmel zárult találkozón szerezte meg. 2023. január 12-én 5½ éves szerződést kötött a portugál első osztályban érdekelt Benfica együttesével. A 2023–24-es szezonban a Nordsjællandnál szerepelt kölcsönben.

### A válogatottban
Schjelderup az U16-ostól az U21-esig több korosztályos válogatottban is képviselte Norvégiát.
2024-ben debütált a felnőtt válogatottban. Először a 2024. június 5-ei, Koszovó ellen 3–0-ás győzelemmel zárult barátságos mérkőzés 90. percében, Erling Haalandot váltva lépett pályára.

## Statisztikák
2024. május 26. szerint
| Klub         | Szezon   | Osztály          | Bajnokság | Bajnokság | Kupa  | Kupa | Nemzetközi | Nemzetközi | Összesen | Összesen |
| Klub         | Szezon   | Osztály          | Meccs     | Gól       | Meccs | Gól  | Meccs      | Gól        | Meccs    | Gól      |
| ------------ | -------- | ---------------- | --------- | --------- | ----- | ---- | ---------- | ---------- | -------- | -------- |
| Nordsjælland | 2020–21  | Danish Superliga | 16        | 3         | 0     | 0    | —          | —          | 16       | 3        |
| Nordsjælland | 2021–22  | Danish Superliga | 22        | 4         | 1     | 0    | —          | —          | 23       | 4        |
| Nordsjælland | 2022–23  | Danish Superliga | 17        | 10        | 0     | 0    | —          | —          | 17       | 10       |
| Nordsjælland | 2023–24  | Danish Superliga | 26        | 9         | 6     | 1    | 6          | 0          | 38       | 10       |
| Benfica      | 2022–23  | Liga Portugal    | 1         | 0         | 1     | 0    | 1          | 0          | 3        | 0        |
| Összesen     | Összesen | Összesen         | 82        | 26        | 8     | 1    | 6          | 0          | 97       | 27       |

### A válogatottban
| Válogatott | Év       | Pályára lépés | Gól |
| ---------- | -------- | ------------- | --- |
| Norvégia   | 2024     | 1             | 0   |
| Összesen   | Összesen | 1             | 0   |

## Sikerei, díjai
Benfica
- Liga Portugal
  - Bajnok (1): 2022–23

- Portugál Szuperkupa
  - Győztes (1): 2023